# 苏州地铁
苏州地铁，前称苏州轨道交通，是中国江苏省苏州市的由苏州市轨道交通集团有限公司运营的城市轨道交通系统。除此之外，苏州还有高新区有轨电车、上海地铁11号线昆山段等其他线路运营。目前营运中的线路有1号线、2号线、3号线、4号线、5号线、6号线、7号线、8号线和11号线。营运总里程347公里（不含上海地铁11号线昆山段），位列全国第12位。
目前近期规划有9条线路，总长度353公里，车站280座；远期规划15条线路，总长度约768公里，其中市域线6条377公里，市区线9条391公里。另有6条有轨电车线（不隶属苏州地铁管辖）。
截至2024年11月，苏州地铁在建线路共5条，分别为：2号线延伸、4号线延伸、6号线剩余段、7号线（剩余段）、10号线；在建车站88座；在建里程175千米，而拟建线路共2条，分别为：7号线南延伸、8号线延伸；拟建车站2座；拟建里程2.79千米。
全网最大客流出现在2024年10月2日，达到307.4万人次。2014、2015、2016、2017和2018年苏州地铁总客流分别为1.15亿，1.36亿，1.49亿，2.23亿和3.25亿人次。

## 线路

### 营运中线路

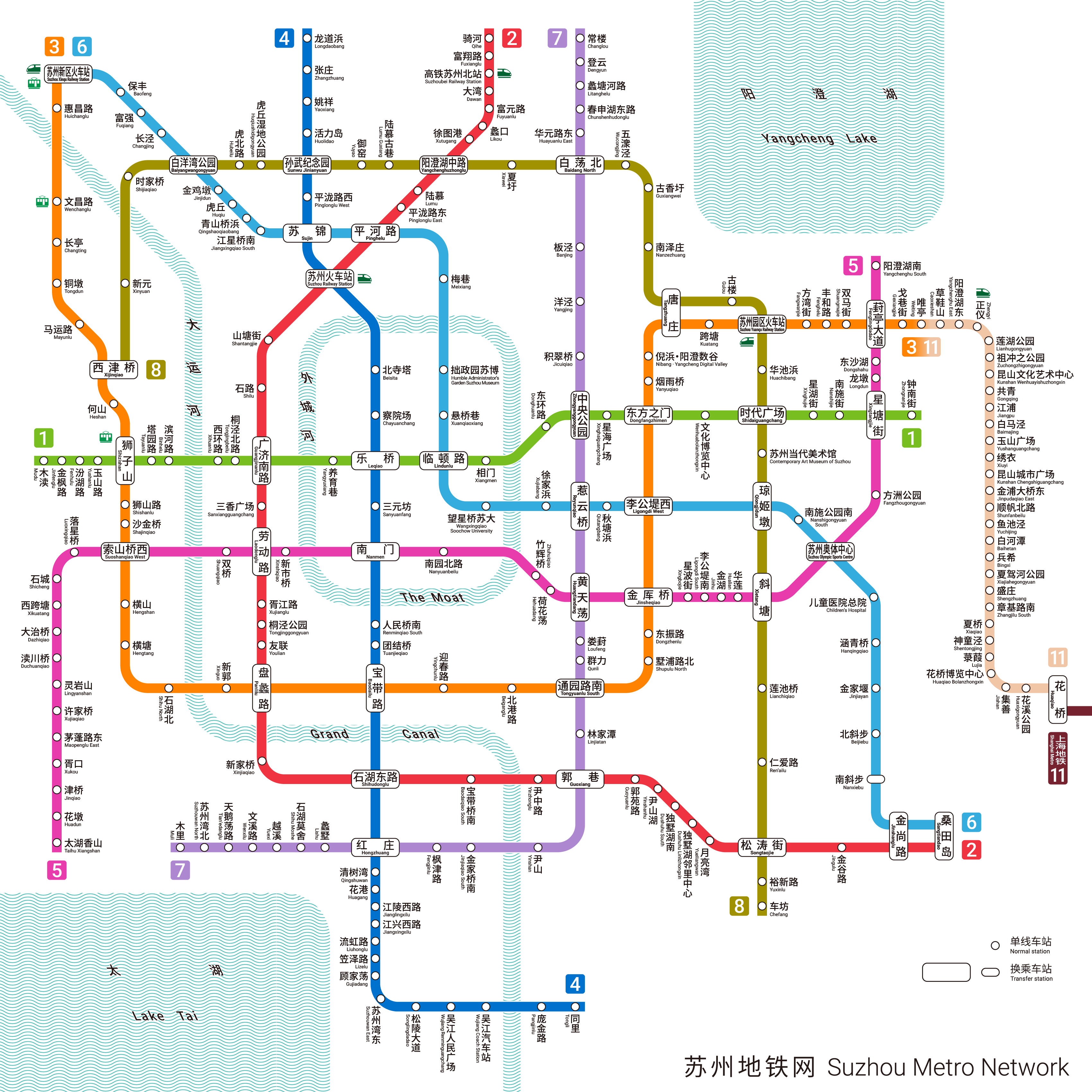
苏州地铁线路图

| 线路名称 | 线路名称 | 首段开通日期   | 最近延伸日期  | 起点站/终点站  | 起点站/终点站 | 车站数目 | 运营长度 （公里） | 车型编组 | 车辆段 / 停车场           |  |
| -------- | -------- | -------------- | ------------- | -------------- | ------------- | -------- | ----------------- | -------- | ------------------------- |  |
|          | 1号线    | 2012年4月28日  | -             | 木渎           | 钟南街        | 24       | 25.7              | 4B       | 天平车辆段                |  |
|          | 2号线    | 2013年12月28日 | 2016年9月24日 | 骑河           | 桑田岛        | 35       | 40.4              | 5B       | 太平车辆段 桑田岛停车场   |  |
|          | 3号线    | 2019年12月25日 | -             | 苏州新区火车站 | 唯亭          | 37       | 45.2              | 6B       | 浒墅关车辆段 唯亭南停车场 |  |
|          | 4号线    | 2017年4月15日  | -             | 龙道浜         | 同里          | 31       | 42.03             | 6B       | 松陵车辆段 元和停车场     |  |
|          | 5号线    | 2021年6月29日  | -             | 太湖香山       | 阳澄湖南      | 34       | 44.1              | 6B       | 胥口车辆段 唯亭北停车场   |  |
|          | 6号线    | 2024年6月29日  | -             | 苏州新区火车站 | 桑田島        | 30       | 35.2              | 6B       | 浒墅关车辆段 桑田岛停车场 |  |
|          | 7号线    | 2017年4月15日  | 2024年12月1日 | 常樓           | 木里          | 28       | 35.2              | 6B       | 天鹅荡停车场              |  |
|          | 8号线    | 2024年9月10日  | -             | 西津桥         | 車坊          | 28       | 36.84             | 6B       | 鑊底潭車輛段 三角咀停車場 |  |
|          | 11号线   | 2023年6月24日  | -             | 唯亭           | 花桥          | 28       | 41.27             | 6B       | 朝阳路车辆段 花桥停车场   |  |
| 总计     | 总计     | 总计           | 总计          | 总计           | 总计          | 275      | 347               |          |                           |  |

#### 1号线
1号线由木瀆站至鐘南街站，全长25.739公里，横跨吴中区、虎丘区/高新区、姑苏区、工业园区共4个区，共设24座车站，全部是地下站。1号线一期工程始于吴中区的木渎，向东进入苏州高新区，横穿京杭运河，横跨苏州古城，在工业园区穿过金鸡湖（中国目前最长的湖底地铁隧道），最后止于钟南街。1号线的线路标志色为绿色。1号线共设置1个车辆段/列车停车场，即天平车辆段。
线路计划开行速度每小时35公里，最高速度为每小时80公里，列车以正常速度全线行驶，含停站的总时间为49分钟。1号线车辆采用4节B型车（事实上比典型B型车略宽一些）编组，运输能力将不小于每小时2.85万人次，高峰时期约为每小时4.5万人次。工程总投资126亿元。已于2012年4月28日11点18分通车营运。首日客流量（半天工作日）超过10万人次。

#### 2号线
2号线由骑河站至桑田岛站。一期工程26.386公里，跨苏州3个区。设站22座，其中17座地下站，5座高架站，平均站间距为1.22公里。2009年12月25日开工建设，首期开工站点：齐门北大街站（现陆慕站）、桐泾公园站、宝带西路站（现盘蠡路站）。一期工程已于2013年12月28日通车。2号线的线路标志色为红色。
2号线采用5节B车编组。按每小时30对列车计算，其运输能力不小于每小时2.88万人次。根据该线路设定的旅行时速，驶完全线需要48分钟左右。
2号线延伸线含北延线和东延线。北延线自高铁苏州北站至骑河站，长1.825km，设站2座（富翔路站和骑河站），均为地下站，全部位于相城区境内。东延线自宝带桥南站至桑田岛站，长13.769km，设车站11座，为地下线。2012年9月延伸线动工兴建，2016年9月24日开通试运营。2号线延伸线在园区桑田岛设停车场，在吴中区尹山湖增设一个主所，控制中心设于1、2号线换乘站广济南路站西北侧，与线网中1、3、4号线共用。

#### 3號線
3號線由苏州新区火车站至唯亭站，车辆采用6节B型车编组。全长约45.2公里，跨苏州3个区。设车站37座，均为地下站，全线共设立4座换乘车站。该线路将连通浒墅关经济技术开发区、苏州高新区CBD、苏州城南和园区。
3号线工程于2013年12月28日启动，土建工程于2014年12月16日开工。2019年8月17日，全线顺利通过工程验收。2019年8月18日，开始为期3个月的空载试运行，2019年12月25日开通运营。

#### 4号线
4号线由龙道浜站至同里站，分为主线和支线两部分。
主线起于相城区“荷塘月色”主题公园南侧的苏虞张路站，途经相城北部新城、苏州火车站、北寺塔、观前商圈、南门商圈、吴中区中心城区、吴江区滨湖新城、吴江汽车站、通苏嘉城际铁路松陵站等客流集散点，止于吴江区同津大道。主线全长42.03km，设车站31座，均为地下车站。支线於2024年10月20日拆解为7号线独立运营，长10.74km，共设车站7座（不含接轨站），均为地下站。
4号线车辆采用6节B型车编组。4号线主线在线路南端设松陵车辆段与综合基地，在线路北端的相城区设元和停车场一处。4号线支线在吴中区东太湖路以南、龙翔路以西设天鹅荡停车场一处。 2012年9月27日，4号线及支线工程正式开工建设，2017年4月15日开通运营。

#### 5號線
5號線由太湖香山站至阳澄湖南站。全长44.1公里，其中地下线长43.5公里，地上线长0.6公里。全线设站34座，其中地下站33座，地面站1座，跨苏州4个区。
5号线车辆采用6节B型车编组，设站34座，起点位于太湖之滨的太湖香山站，终点位于阳澄湖畔的阳澄湖南站，连接吴中区，苏州高新区，姑苏区，苏州工业园区。5号线已于2016年6月28日开工建设，2021年6月29日10时开通初期运营。

#### 6号线
6号线起自苏州新区火车站，经城际路、虎池路、虎阜路、清塘路、平河路、官渎路、江宇路、齐门路、临顿路、十梓街、中新大道西、中新大道东、锦溪街、金堰路，止于新庆路（華雲）站，线路全长36.12公里，共设站31座。6号线工程（苏州新区火车站～桑田岛站）均为地下线，其中换乘站10座。设一段一场，车辆段位于高新区浒墅关，停车场位于工业园区桑田岛。设置主变电所3座，新建2座主变电所分别为金业街主变电所和桑田岛主变电所，已建通园路主变电所为3、5、6号线共用。苏州市轨道交通6号线工程已于2018年11月27日开工建設，2024年6月29日桑田岛站至苏州新区火车站段正式營運。

#### 7号线
7號線一期以4號線支线名義建設，是一条东西向交通引导型线路，它位于吴中经济开发区，曾与4号线主线在红庄站接轨贯通运营，将吴中区滨湖新城、越溪城市副中心和吴中区中心城区、古城区联系起来。7號線一期长10.74km，共设车站8座，均为地下站。7号线一期在吴中区东太湖路以南、龙翔路以西设天鹅荡停车场一处。2012年9月27日，7号线一期工程正式开工建设，2017年4月15日开通與4號線貫通运营，2024年10月10日起拆解为7号线独立运营。
7号线全線起于相城区春秋路站，止于吴中区旺山路站，均为地下站；设1座车辆段、1座停车场、2座主变电所，与5、6、8号线合用黄天荡控制中心。车辆采用6节编组B型车，最高运行时速80公里，初期配属50列/300辆。工程投资估算219.93亿元，总工期5年，线路总长49.0公里，车站38座。2024年12月1日，7号线常楼站至紅莊站區間开通运营。

#### 8号线
苏州地铁8号线（西津桥站～車坊站，新平街站為預留車站），与3号线合起来组成苏州的环线系统。线路全长约36.84公里，共设站29座，均为地下站。设一段一场，三座主变电所。其中车辆段位于工业园区车坊，停车场位于姑苏区三角咀，主变电所分别为金业街主变电所、桑田岛主变电所和新建的跨阳路主变电所。苏州市轨道交通8号线工程于2019年9月30日开工建设，於2024年9月10日开通。

#### 11号线
11号线起自3号线唯亭站，终到上海地铁11号线花桥站。线路全长约41公里，设28座车站，其中换乘站5座，全部为地下线和地下站，设一段一场，两座主变电所和一座控制中心。其中，车辆段位于昆山高新区，停车场位于昆山花桥镇，控制中心位于昆山高新区，主变电所分别为新建的白马泾主变电所和新建的昆嘉路主变电所。工程于2018年11月27日开工建设，2023年一季度开始试运行，于2023年6月24日开通运营。

### 建设中线路

苏州地铁2023年规划线路图

| 线路名称        | 起点站/终点站 | 起点站/终点站 | 车站数量 | 在建里程（公里） | 动工时间       | 列车编组     | 通車時間 |
| --------------- | ------------- | ------------- | -------- | ---------------- | -------------- | ------------ | -------- |
| █ 2号线三期     | 骑河          | 爱格豪路      | 4        | 4.72             | 2022年5月6日   | 5B           | 2027年   |
| █ 4号线北延伸   | 龙道浜        | 观塘路        | 4        | 7.42             | 2022年5月6日   | 6B           | 2027年   |
| █ 6号线剩余段   | 桑田島        | 华云          | 1        | 0.9              |                | 6B           | 2027年   |
| █ 7号线一期北段 | 莫阳          | 常樓          | 4        | 5.2              | 2019年12月25日 | 6B           | 2027年   |
| █ 7号线二期     | 莫阳          | 春秋路        | 4        | 7.11             | 2022年5月6日   | 6B           | 2027年   |
| █ 10号线蘇虞段  | 常熟站        | 高铁苏州北站  | 13       | 39.0             | 2023年1月2日   | 4A（預留6A） | 2029年   |
| █ 10号线虞張段  | 金港          | 常熟站        | 9        | 51.9             | 2023年1月2日   | 4A（預留6A） | 未知     |

#### 2号线三期
2號線三期工程北面向渭塘方向延伸，長4.72公里，設站4座。

#### 4号线北延伸
4號線北延伸工程長7.42公里，設站4座。

#### 6号线剩餘段
受制於蘇州東站的建設影響，華雲站無法與6號線其他車站一同開通，乘坐6號線欲前往金尚路站和桑田島站的乘客需在南斜步站換車。待蘇州東站建設完成後華雲站即可開通。

#### 7号线一期北段與二期
受制於蘇州北站的改建，常樓站以北的車站無法與7號線其他車站一同開通，需待蘇州北站改建完成後才可開通。二期路段工程長7.11公里，設站4座，于2022年5月6日开工。

#### 10号线蘇虞張段
苏州地铁10号线（苏虞张段），自苏州北站至张家港的金港站全长90.34公里，于2023年1月2日开工。目前先行建設蘇州北站至常熟站區間，常熟站以北暫緩建設。

### 规划中线路
| 线路名称                   | 起点站/终点站  | 起点站/终点站 | 车站数量 | 規劃里程（公里） | 通車时间 | 列车编组     | 狀態   |
| -------------------------- | -------------- | ------------- | -------- | ---------------- | -------- | ------------ | ------ |
| █ 7号线南延伸              | 木里           | 旺山路        | 1        | 1.45             |          | 6B           | 招標中 |
| █ 8号线南延伸              | 車坊           | 新平街        | 1        | 1.34             |          | 6B           | 招標中 |
| █ 9号线一期                | 南大蘇州校區   | 星華街        | 22       | 39.8             |          | 4A（預留6A） | 規劃中 |
| █ 9号线昆山/太倉段         | 星華街         | 太倉港        | 19       |                  |          | 4A（預留6A） | 規劃中 |
| █ 10号线市區段             | 高铁苏州北站   | 北港路        | 7        | 17.7             |          | 4A（預留6A） | 規劃中 |
| █ 10号线南段               | 北港路         | 水鄉客廳      | 15       | 52.3             |          | 4A（預留6A） | 規劃中 |
| █ 14号线一期               | 吳韵路         | 太湖東        | 25       | 53.8             |          | 6A           | 規劃中 |
| 苏錫軌道快線/█ 3号线西延伸 | 蘇州新區火車站 | 碩放機場      | 6        | 21.4             |          | 6B           | 規劃中 |

#### 9号线
苏州地铁9号线一期，西起虎丘区，经姑苏区，东至苏州工业园区。

#### 10号线市區段
规划已于2024年3月18日公布，北起相城区，经姑苏区、苏州工业园区，南至吴中区。

#### 14号线
苏州地铁14号线一期，经苏州工业园区、吴中区，南至吴江区。

#### 苏锡轨道快线
苏锡轨道快线东起虎丘区，经相城区，西至无锡新吴区。

### 远景规划
《轨道交通线网规划（2035）》拟提出构建“十字快线+中心放射”的整体架构，远景年形成22条线路、总里程1086公里，市区线网密度达到0.9公里/平方公里，内环内线网密度达到1.5公里/平方公里。
此外，张家港拟建3条市内跨座式单轨线，吴江拟建南部水乡线、可能对接上海虹桥枢纽，硕放机场线再次出现于规划。在跨城市规划方面，则有苏锡常城际对接嘉闵线，示范区轨道线网规划以及上海17号线西延等项目。

## 车站及设施

古城内的乐桥站出口
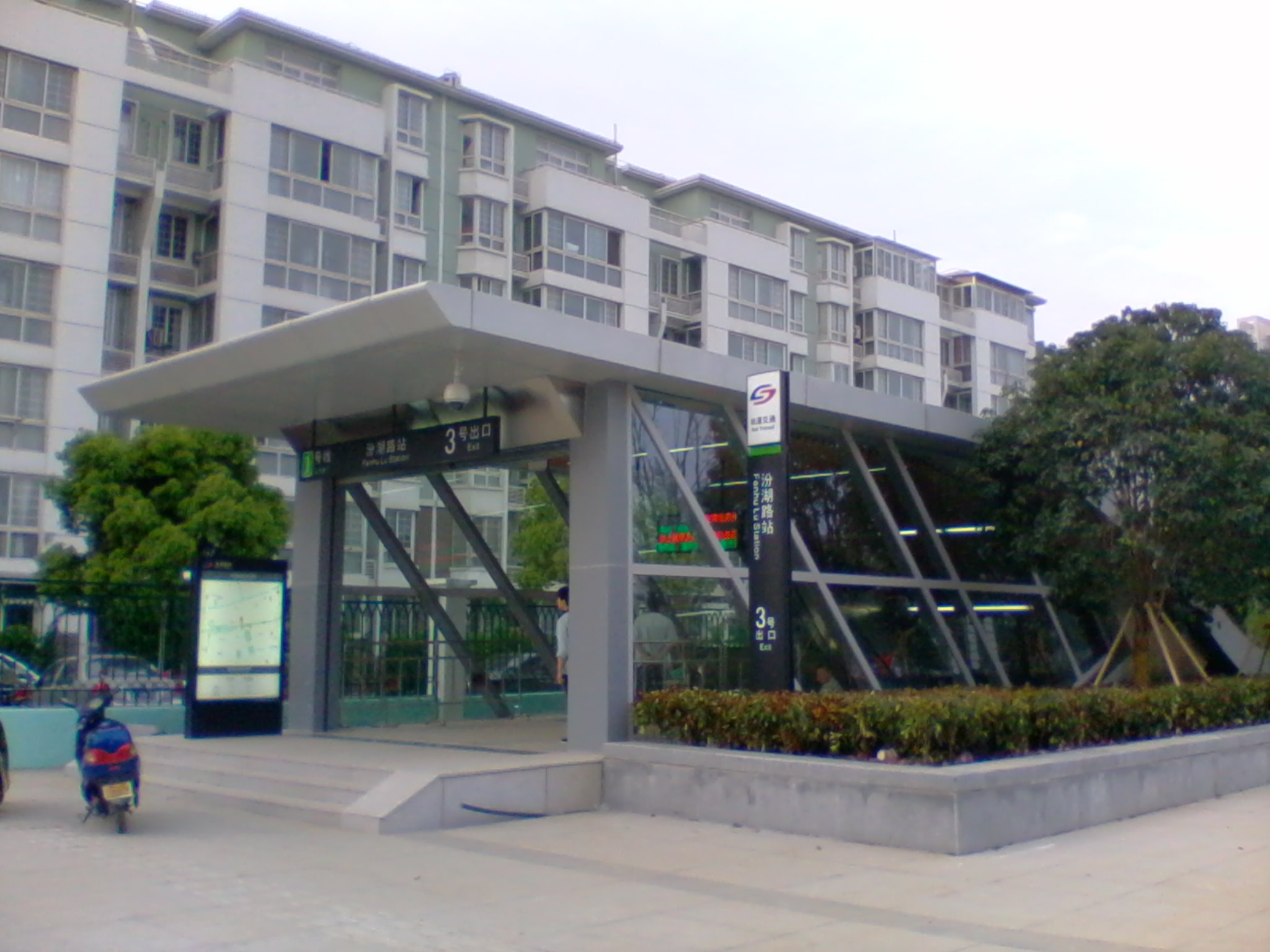
高新区的汾湖路站出口
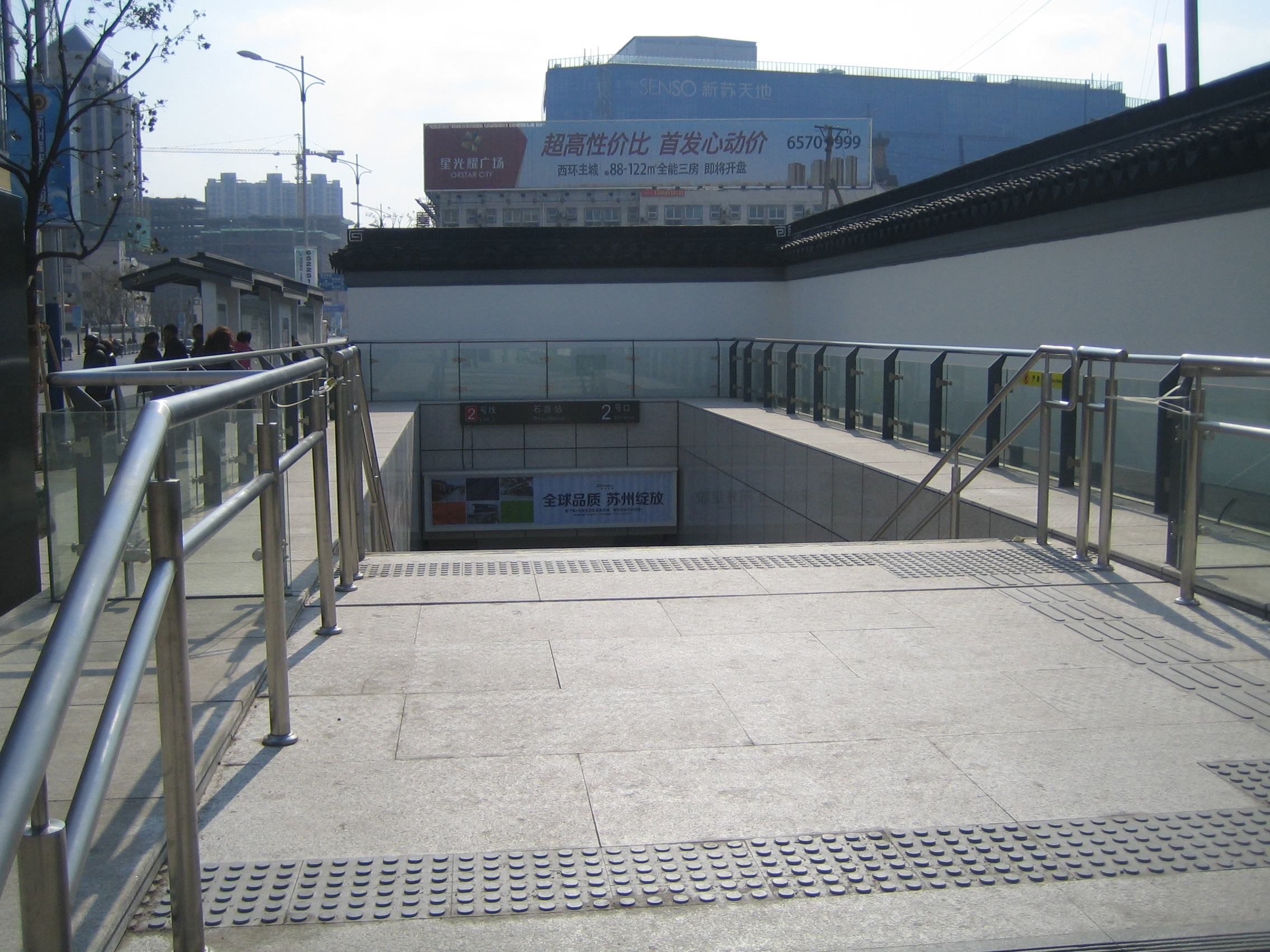
石路站出口
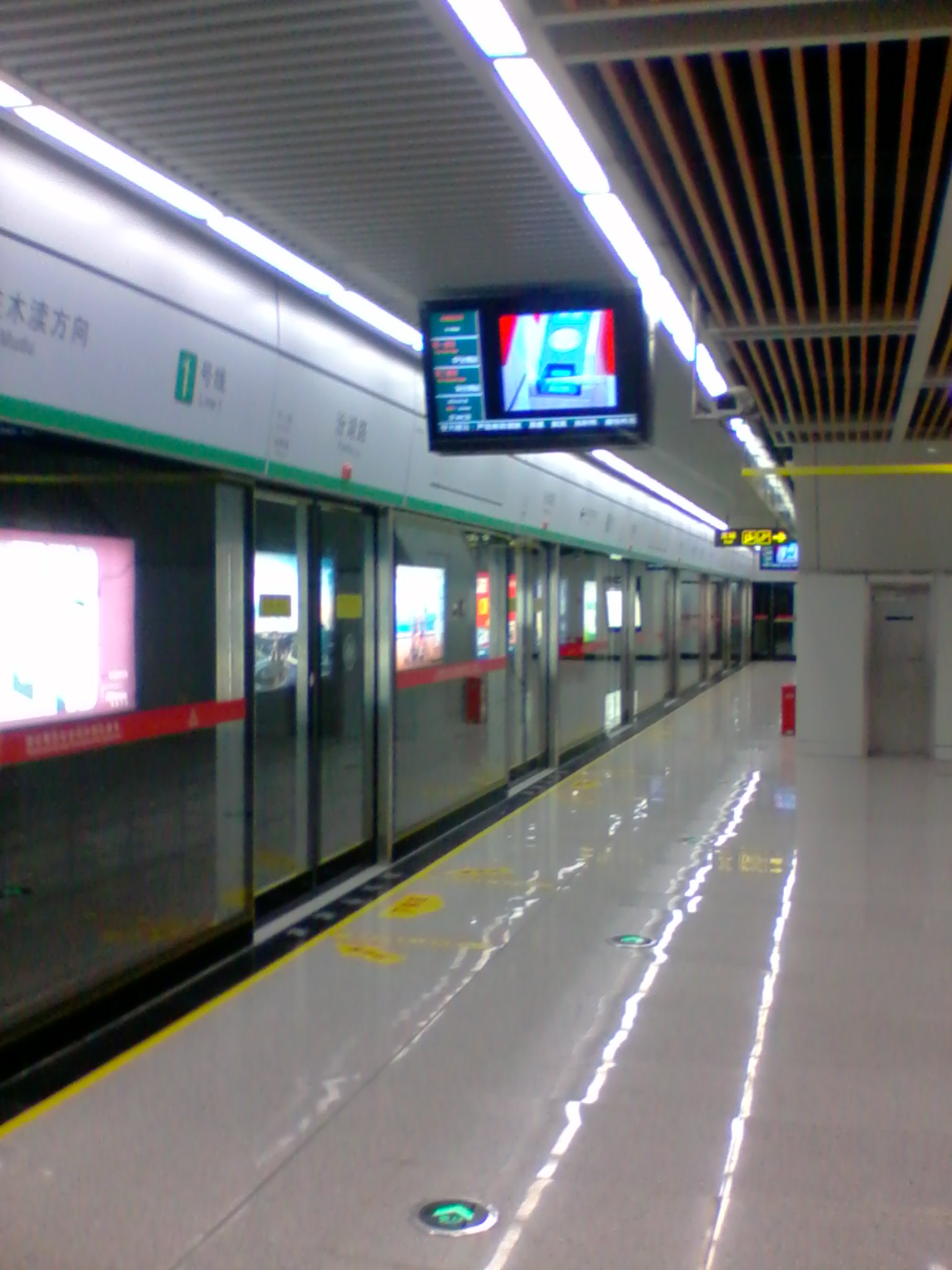
汾湖路站车站内貌
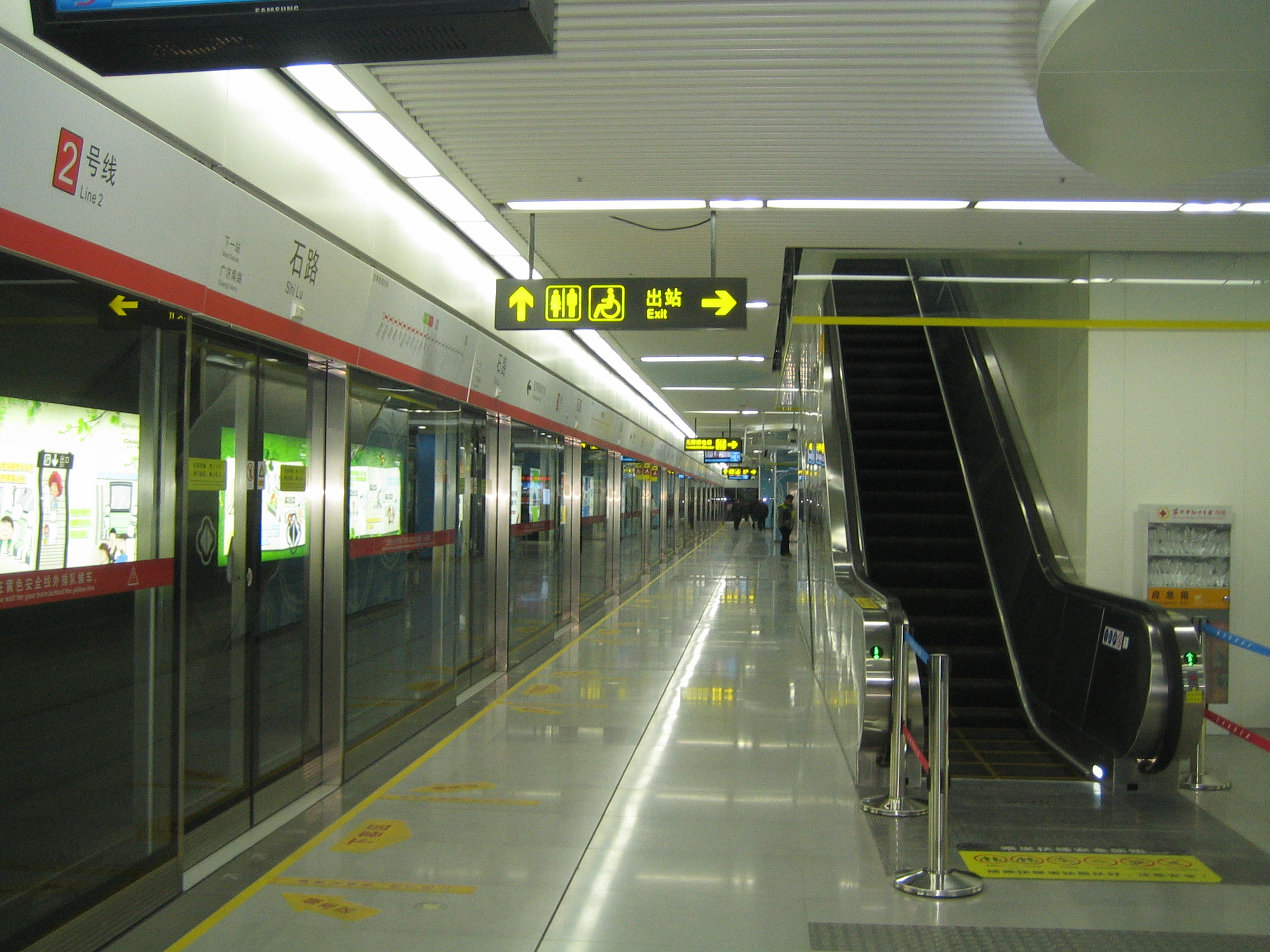
石路站车站内貌
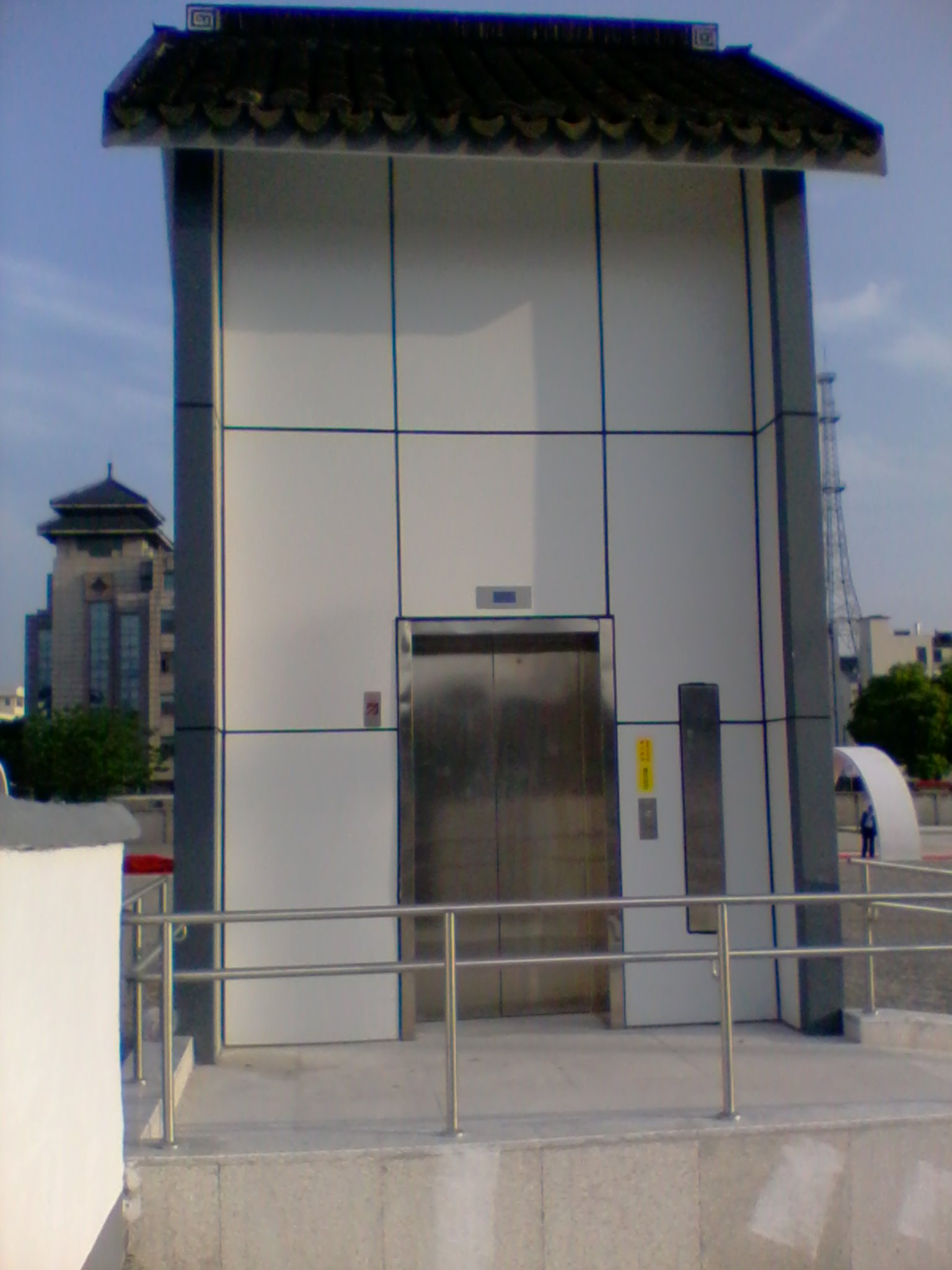
无障碍出口

### 车站
目前，苏州地铁已建成211个车站。
- 地下车站：
  - █ 1号线 全部车站。
  - █ 2号线 陆慕站—桑田岛站区间和高铁苏州北站—骑河站区间。
  - █ 3号线 全部车站。
  - █ 4号线 全部车站。
  - █ 5号线 太湖香山站—葑亭大道站区间。
  - █ 6号线 全部车站。
  - █ 7号线 全部车站。
  - █ 8号线 全部车站。
  - █ 11号线 全部车站。
- 高架车站：
  - █ 2号线 阳澄湖中路站—大湾站区间。
- 地面车站：
  - █ 5号线 阳澄湖南站。

### 换乘站
苏州地铁目前开通了9条线路，共41个使用中的换乘站。
- 广济南路站：█ 1号线、█ 2号线
- 狮子山站：█ 1号线、█ 3号线
- 东方之门站：█ 1号线、█ 3号线
- 乐桥站：█ 1号线、█ 4号线
- 星塘街站：█ 1号线、█ 5号线
- 临顿路站：█ 1号线、█ 6号线
- 中央公園站：█ 1号线、█ 7号线
- 時代廣場站：█ 1号线、█ 8号线
- 盘蠡路站：█ 2号线、█ 3号线
- 苏州火车站：█ 2号线、█ 4号线
- 石湖东路站：█ 2号线、█ 4号线
- 劳动路站：█ 2号线、█ 5号线
- 平河路站：█ 2号线、█ 6号线
- 金尚路站：█ 2号线、█ 6号线
- 桑田島站：█ 2号线、█ 6号线
- 郭巷站：█ 2号线、█ 7号线
- 陽澄湖中路站：█ 2号线、█ 8号线
- 松濤街站：█ 2号线、█ 8号线
- 宝带路站：█ 3号线、█ 4号线
- 索山桥西站：█ 3号线、█ 5号线
- 金厍桥站：█ 3号线、█ 5号线
- 葑亭大道站：█ 3号线、█ 5号线
- 蘇州新區火車站：█ 3号线、█ 6号线
- 李公堤西站：█ 3号线、█ 6号线
- 通園路南站：█ 3号线、█ 7号线
- 西津橋站：█ 3号线、█ 8号线
- 唐莊站：█ 3号线、█ 8号线
- 苏州园区火车站：█ 3号线、█ 8号线
- 唯亭站：█ 3号线、█ 11号线
- 南门站：█ 4号线、█ 5号线
- 蘇錦站：█ 4号线、█ 6号线
- 红庄站：█ 4号线、█ 7号线
- 孫武紀念園站：█ 4号线、█ 8号线
- 蘇州奧體中心站：█ 5号线、█ 6号线
- 黃天蕩站：█ 5号线、█ 7号线
- 斜塘站：█ 5号线、█ 8号线
- 惹雲橋站：█ 6号线、█ 7号线
- 白洋灣公園站：█ 6号线、█ 8号线
- 瓊姬墩站：█ 6号线、█ 8号线
- 白蕩北站：█ 7号线、█ 8号线
- 花桥站：█ 11号线、  上海11号线[17]

此外，部分车站还可与苏州有轨电车出站换乘。

### 设施
已建成的苏州地铁所有车站全部安装屏蔽门，以保证乘客安全。
一号线控制中心的设计考虑了全网的功能，车辆段与综合基地可以承担一、二号线的车辆厂修和架修任务，同时能够节约土地，实现了资源共享。 
一号线停车线在国内首次采用对称道岔设计，使配置存车线的车站缩短大约70米的长度，从而节省工程投资。所有车站设置自动扶梯和电梯，车站公共区设有自动喷雾灭火系统，保障车辆消防安全。

## 列车

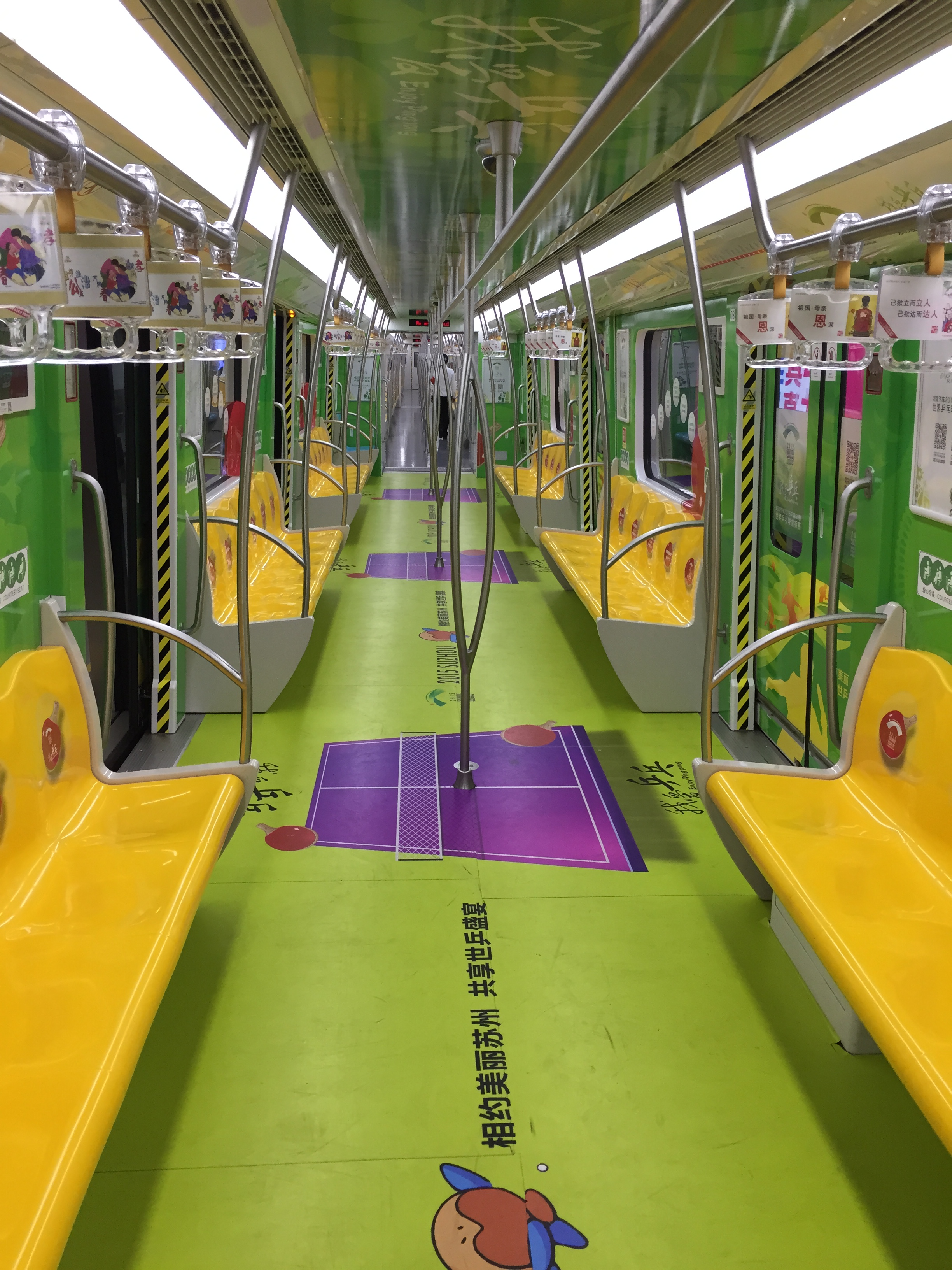
2号线世乒赛主题车厢

苏州地铁1号线和2号线全部采用南车浦镇的列车。1号线采用4B编组，首批24列96辆列车已经全部交付并投入使用，另有1列已于2013年投入使用。2号线采用5B编组，首批共签约定制23列115辆列车，首列车于2013年5月30日交付。2号线第二批共签约17列85辆列车，首列预计于2014年9月交付。3号线车辆共50列300辆车，采用4动2拖6辆编组B型车，车体为鼓形，满载2034人，最高运行速度80km/h。4号线采用6B编组，首批共签约定制40列240辆列车。5号线采用6B编组，首批共签约定制50列300辆列车。11号线采用6B编组，首批共签约定制35列210辆列车。
| 线路     | 制造单位         | 数量 | 规格 | 备注                                     |
| -------- | ---------------- | ---- | ---- | ---------------------------------------- |
| █ 1号线  | 南车浦镇（南京） | 24   | 4B   | 第一批                                   |
| █ 1号线  | 南车浦镇（南京） | 1    | 4B   | 第二批                                   |
| █ 1号线  | 南车浦镇（南京） | 22   | 4B   | 第三批                                   |
| █ 2号线  | 南车浦镇（南京） | 23   | 5B   | 第一批                                   |
| █ 2号线  | 南车浦镇（南京） | 17   | 5B   | 第二批                                   |
| █ 2号线  | 南车浦镇（南京） | 20   | 5B   | 第三批                                   |
| █ 3号线  | 南车浦镇（南京） | 50   | 6B   | 第一批，已完成改造並移至7号线使用        |
| █ 3号线  | 南车浦镇（南京） | 50   | 6B   | 第二批，为与11号线贯通，采GoA4级无人驾驶 |
| █ 4号线  | 南车浦镇（南京） | 40   | 6B   | 第一批                                   |
| █ 4号线  | 南车浦镇（南京） | 10   | 6B   | 第二批                                   |
| █ 5号线  | 南车浦镇（南京） | 50   | 6B   | GoA4级无人驾驶                           |
| █ 6号线  | 南车浦镇（南京） | 40   | 6B   | GoA4级无人驾驶                           |
| █ 7号线  | 南车浦镇（南京） | 50   | 6B   | 非新造，使用改造后的3号线第一批列车      |
| █ 8号线  | 南车浦镇（南京） | 41   | 6B   | GoA4级无人驾驶                           |
| █ 11号线 | 南车浦镇（南京） | 35   | 6B   | GoA4级无人驾驶                           |

苏州有重大活动时，部分列车车厢会重新装饰，以进行相关的宣传，例如2015年世界乒乓球锦标赛。

## 运营
2020年12月31日至2021年1月1日凌晨，苏州地铁全路网将采用通宵运营模式，通宵运营期间各线延长时段的行车间隔约30分钟。这是苏州地铁历史上首次通宵运营。

## 票务

### 基础票价
苏州地铁实行里程分段计价的票价政策：起步价2元可乘6公里，6公里以上部分，6～16公里每1元可乘5公里，16～30公里每1元可乘7公里，30公里以上每1元可乘9公里。
苏州地铁的有效乘车时间为240分钟，超过240分钟需补交线网最高票价的超时费用。涉及在上海地铁和苏州地铁之间无感换乘的，有效乘车时间为8小时。

### 乘车优惠
自2020年5月1日起，使用同一张交通卡（含异地交通卡）的乘客在地铁与常规公交间或轨道交通与有轨电车间换乘的，当次刷卡与前次刷卡间隔90分钟内，当次刷卡基础票价最高减2元，即换乘基础票价不高于2元的，免费换乘；换乘基础票价高于2元的，基础票价减2元。
使用“苏e行”APP单程票（不含同行码和小程序电子单程票）、苏州通、苏州市民卡、交通一卡通（含昆通卡）的乘客，在一个自然月内累计乘坐苏州地铁 1-15次可享受票价9.5折优惠，第16-30次可享受票价9折优惠，第31次起可享受票价8折优惠。
此外，以下乘客可以免费乘坐苏州地铁：
- 残疾军人凭本人《中华人民共和国残疾军人证》或《革命伤残军人证》、因公致残警察凭本人《中华人民共和国伤残人民警察证》。
- 市区离休干部及1名陪护人员凭《苏州市老干部参观证》、其他地区老干部凭本人《中华人民共和国老干部离休荣誉证》或《中国人民解放军离休干部荣誉证》。
- 现役军人：苏州市现役军人凭本人拥军卡（需通过年审）；其他地区现役军人凭本人《中国人民解放军军官证》、《中国人民解放军士官证》、《中国人民解放军义务兵证》、《中国人民解放军文职干部证》、《中国人民解放军文职人员证》、《中国人民武装警察部队警官证》、《中国人民武装警察部队士官证》、《中国人民武装警察部队义务兵证》、《中国人民武装警察部队文职干部证》、《中国人民武装警察部队文职人员证》等有效证件。
- 军队退休干部及士官：凭本人《中国人民解放军军官退休证》、《中国人民解放军士官退休证》、《中国人民解放军文职干部退休证》、《中国人民武装警察部队警官退休证》、《中国人民武装警察部队文职干部退休证》等有效证件。
- 消防救援人员：凭本人《国家综合性消防救援队伍干部证》、《国家综合性消防救援队伍消防员证》、《国家综合性消防救援队伍学员证》、《国家综合性消防救援队伍退休证》以及退役军人事务部印制、应急管理部发放的国家综合性消防救援队伍残疾人员证件。
- 江苏省献血人士：凭本人献血卡（需通过年审）；或持本人《江苏省无偿献血荣誉证》。
- 苏州市劳动模范:凭本人劳模卡（需通过年审）。
- 苏州市享受国家抚恤补助的优抚对象：凭本人优待卡（需通过年审）免费刷卡乘车。
- 市区的义务教育阶段学生凭本人有效期内的苏州教育E卡通免费刷卡乘车。
- 市区的70周岁及以上老人除工作日高峰时段（7:00～9:00、17:00～19:00，以进站时间为准）以外，凭本人高龄卡免费刷卡乘车；工作日高峰时段或超过年审有效期的，按普通乘客办理乘车。
- 市区的70周岁以下残疾人凭本人爱心卡（需通过当年年审）。其他地区残疾人凭本人《中华人民共和国残疾人证》，由边门验证后通行，免费乘车。
- 每位成年人可免费携带2名身高1.3米以下的儿童乘车，超过2名儿童的，按超过人数购票乘车。

### 车票（交通卡、乘车码）种类

#### 单程票

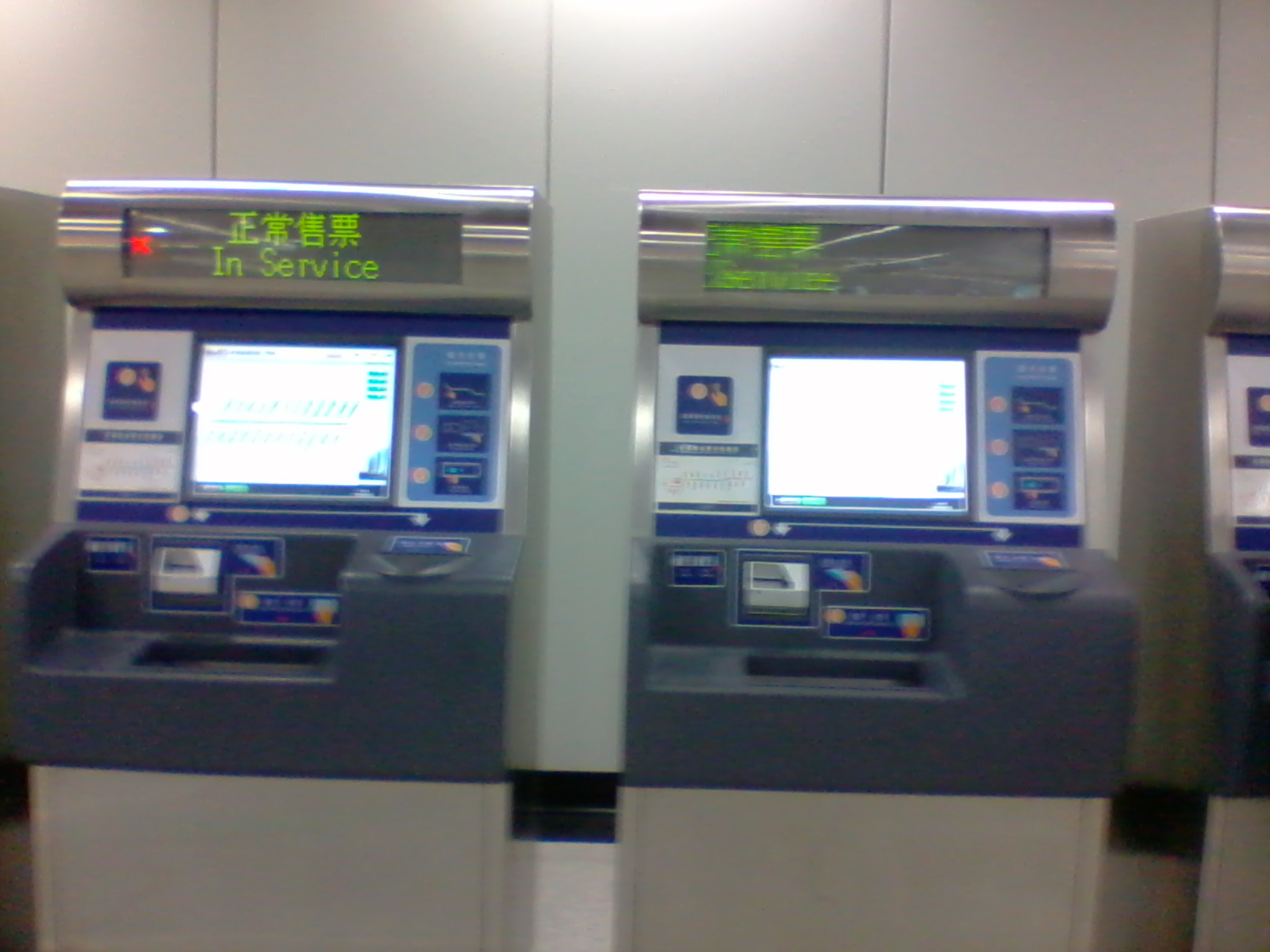
自动售票机

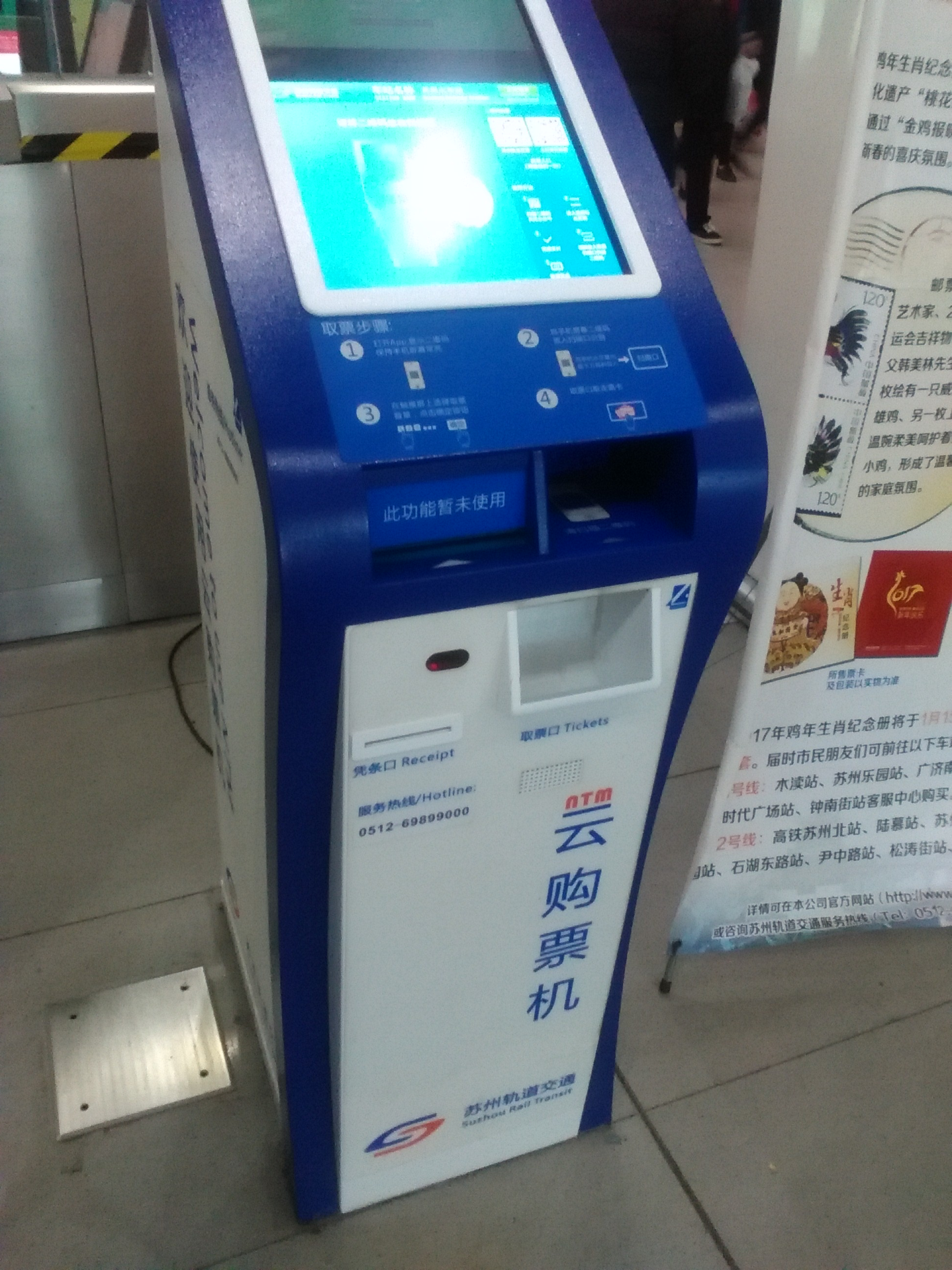
位于苏州火车站的云购票机

各地铁站内全部采用无人自动售票机，可以接受硬币、5元纸币和10元纸币以及微信、支付宝等电子支付方式扫码购票。
2021年6月12日起，苏州地铁开始实行试行支付宝、微信购买单程票功能。

#### 交通卡
苏州市民卡和昆通卡可用于乘坐地铁，并享受“多乘多惠”和换乘优惠（参见#乘车优惠）。异地发行的交通联合卡在苏州可享受换乘优惠，但不享受折扣优惠。
自苏州地铁11号线开通后，昆通卡可享受和苏州本地卡一致的优惠。但是，老版昆通卡（卡号2153开头）、老版市民卡（卡号2153开头）不可用于乘坐苏州地铁。

#### 二维码

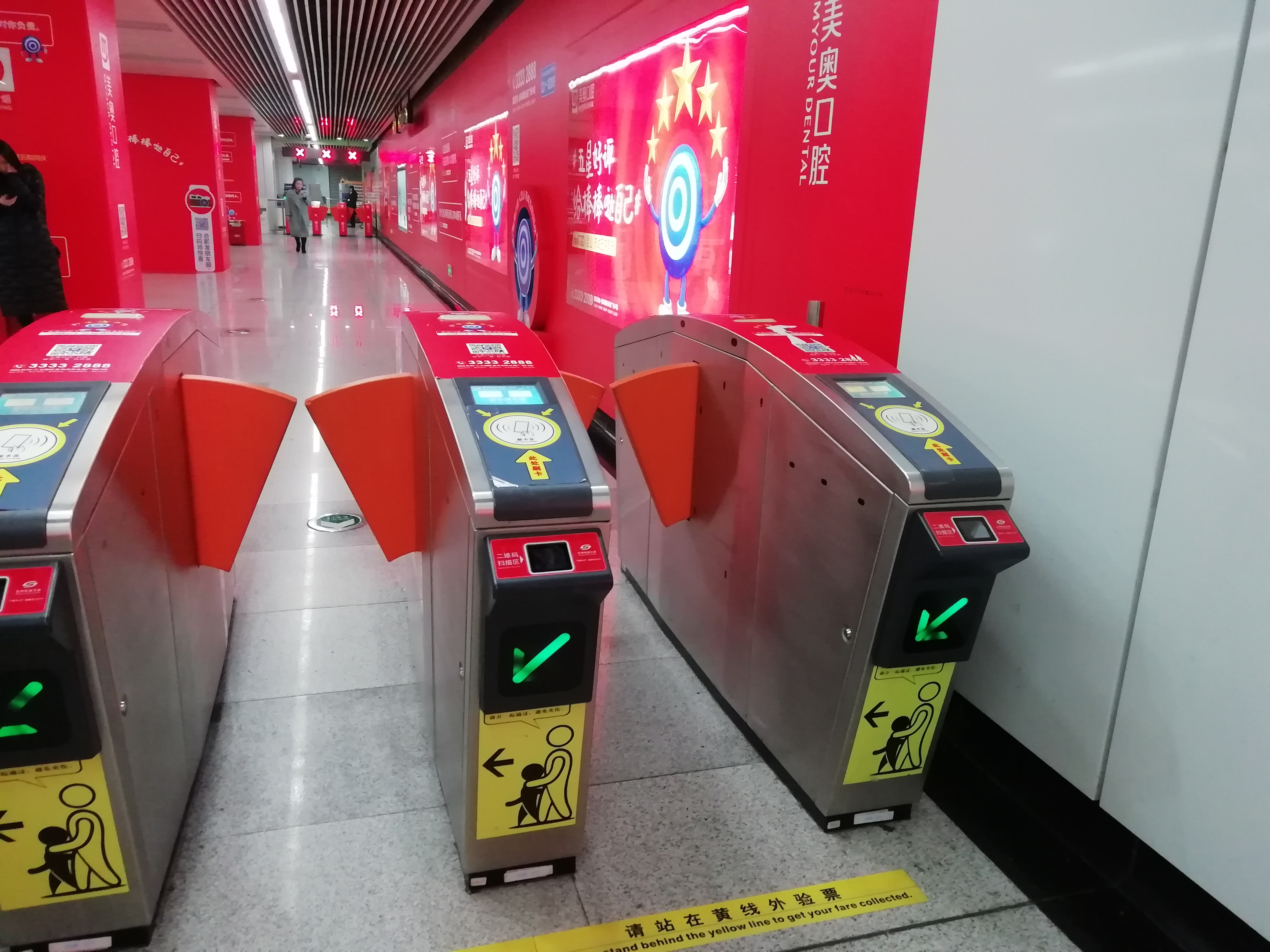
已加装二维码扫描区的闸机

苏州地铁目前支持微信城市通乘车码、支付宝乘车码、苏e行（APP）乘车码直接刷码乘车，也可通过苏e行（微信小程序、支付宝小程序）购买电子单程票刷码乘车。
2018年12月7日起，苏州地铁各车站全面实现扫描手机二维码进站乘车。用户需下载“苏e行”客户端注册账号，绑定支付工具账号后才能扫码进站乘车，乘客可使用银联卡、微信支付、支付宝、电子版苏州市民卡（需同时装有“智慧苏州”客户端）、苏宁金融等支付工具账号。

#### 交通卡、银联卡、数字人民币硬钱包
苏州地铁目前支持交通联合卡、银联卡、数字人民币硬钱包（含实体卡、电子设备NFC）刷卡乘车。

#### 旅游票
苏州地铁可出售一日票（18元）、三日票（40元）等票种，方便乘客多次乘坐。“苏e行”客户端亦可购买电子版计次票。其中，一日票可在首次进站后24小时内、三日票在首次进站后72小时内，不限次数乘坐地铁。旅游票实行照进照出，且同一票卡、同一站点5分钟内不可再次进站。

### 互联互通
截至2021年6月16日，苏州地铁已与上海、无锡、常州、石家庄、郑州、长春、南昌、福州、洛阳等9个城市地铁实现二维码乘车业务的互联互通。其中使用“苏e行”APP/“Metro大都会”APP的乘客可于花桥站在上海与苏州两条地铁11号线，在花桥站可通过无感换乘通道实现换乘。乘车时长超过8小时，出站时须按照出站所在地的规定补交超时费用。

## 文化

### 標誌
苏州地铁的标志以向左向右1号线与2号线列车为主要设计元素，如传统回纹般的语汇恰巧形成负形为“S”的图标，代表了姑苏，又似中文的“互”字，一来一回的互动，传达快速、便捷的轨道交通的属性。蓝色象征科技、时尚，红色象征捷运、热情，环抱、融合的标志体现和谐社会下的和谐交通。

### 地铁报
苏州地铁上有地铁报《城市早8点》，由苏州日报社主办，创刊于2012年2月14日。该地铁报每期16个版面，《城市早8点》在每周2、3、4、5出版。每期发行5万份。每天7点至9点，分两个时段在1号线的24个站点，向地铁乘客免费发放。近期，各站点和地铁沿线的商家内还将陆续安置报架，供市民自行取阅。

### 多媒体
运营初期，“秋香”、“唐伯虎”、“祝枝山”等苏州历史人物主演的苏州地铁宣传动画在车站和车厢内循环播放。该动画的主要内容是介绍苏州地铁的乘车须知和地铁内各设备的使用方式。随后苏州地铁与江苏省广播电视总台江苏动视合作开播移动电视频道，频道在1、2号线车站和车厢内播出。1、2号线的车站、车厢内的广告经营权由德高集团旗下的德高中国持有。
而4号线各车站和列车的灯箱、墙贴、包柱、视频等20多种媒体经营权则由苏州广播电视总台旗下的合资公司——苏州城市动力传媒股份有限公司负责，因此在4号线各车站和列车上均可以看到苏州广电总台的各大宣传广告，移动电视频道所播出的节目均为苏州广电总台制作的节目。

### 艺术墙

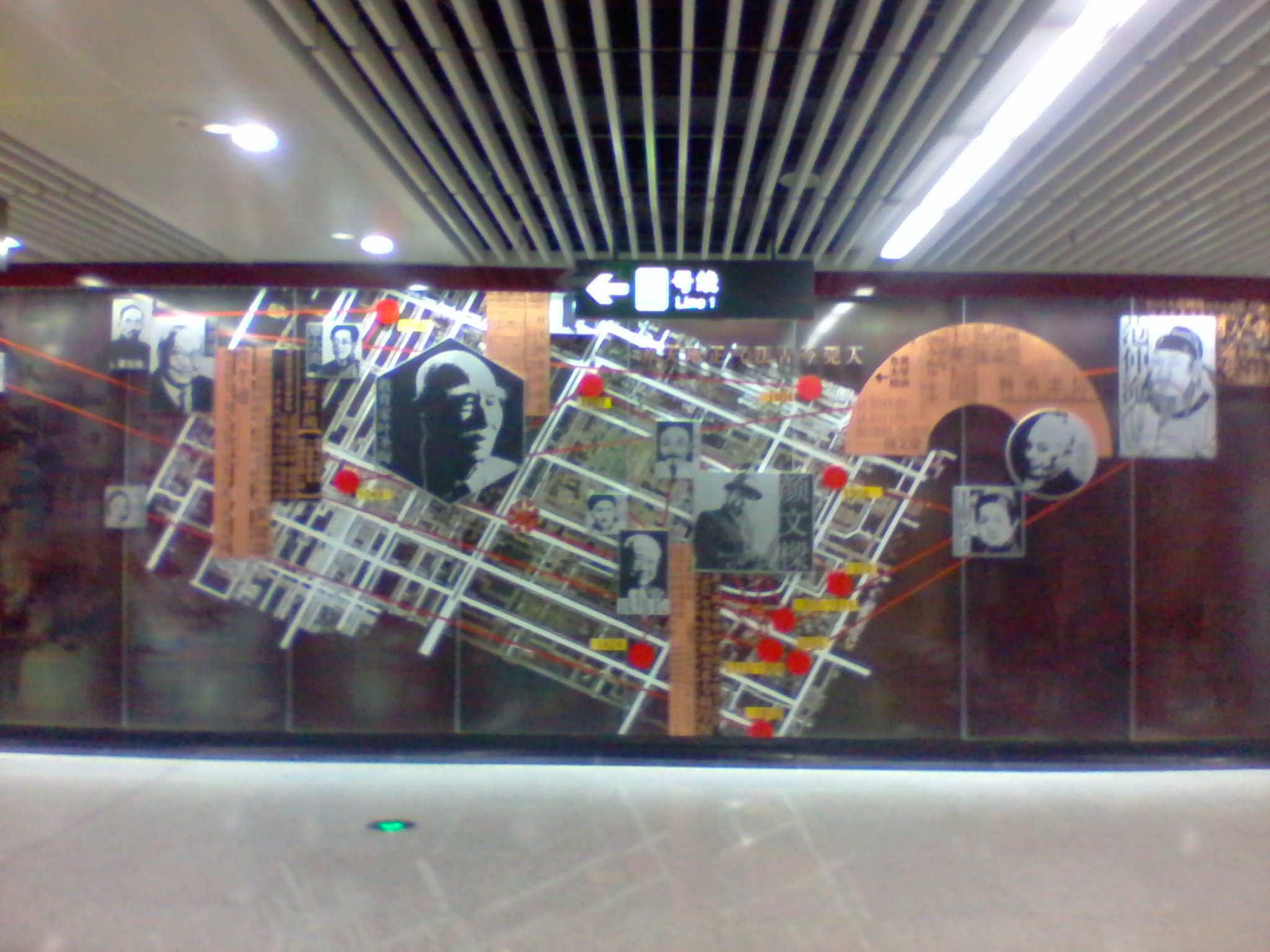
乐桥站的艺术墙

苏州地铁1号线共将制作9面艺术文化墙，分别在木渎站、玉山路站、苏州乐园站、广济南路站、乐桥站、相门站、东方之门站、文化博览中心站、星湖街站9个轨交站点实施。艺术文化墙也将体现不同区域的特点，高新区侧重苏州自然、文化的传承和童心、生命的萌发，古城区侧重传统和当代吴文化传承，园区则侧重现代科技和人文精神。同时，艺术文化墙在表现手法上将各有千秋，通过文化内涵、视觉形象、材料工艺等多种元素突出各个站点的特色。
苏州地铁艺术墙应用的金属材质较多，有紫铜、黄铜、铝和钛合不锈钢等。同时，在制作工艺上采用镂空雕刻、丝网印刷、丝绸印花、金属腐蚀等手段，既体现一些苏州传统工艺的特色，又满足防腐、阻燃等特殊条件。

## 标识系统

### 车站导引

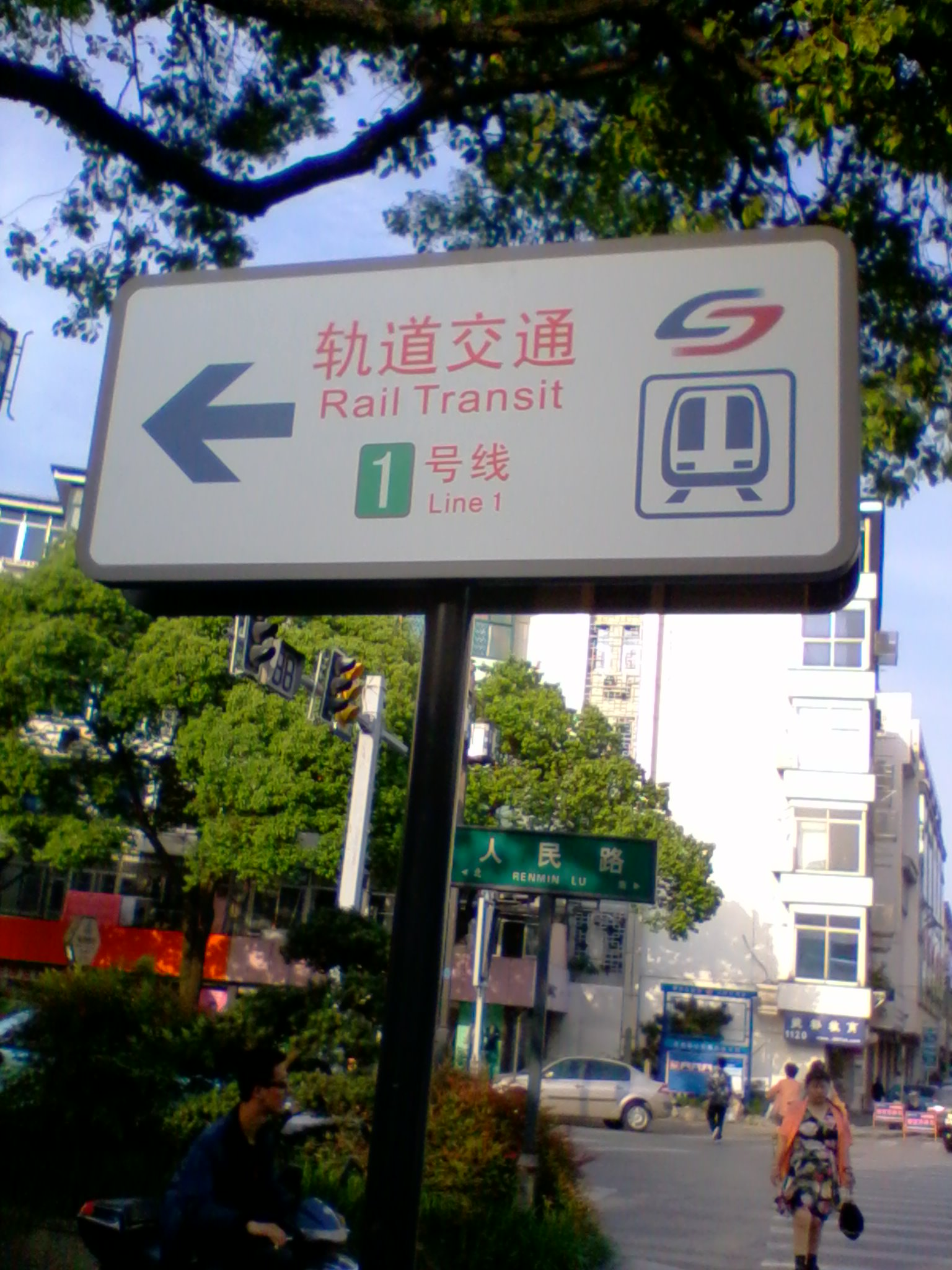
1号线指示牌

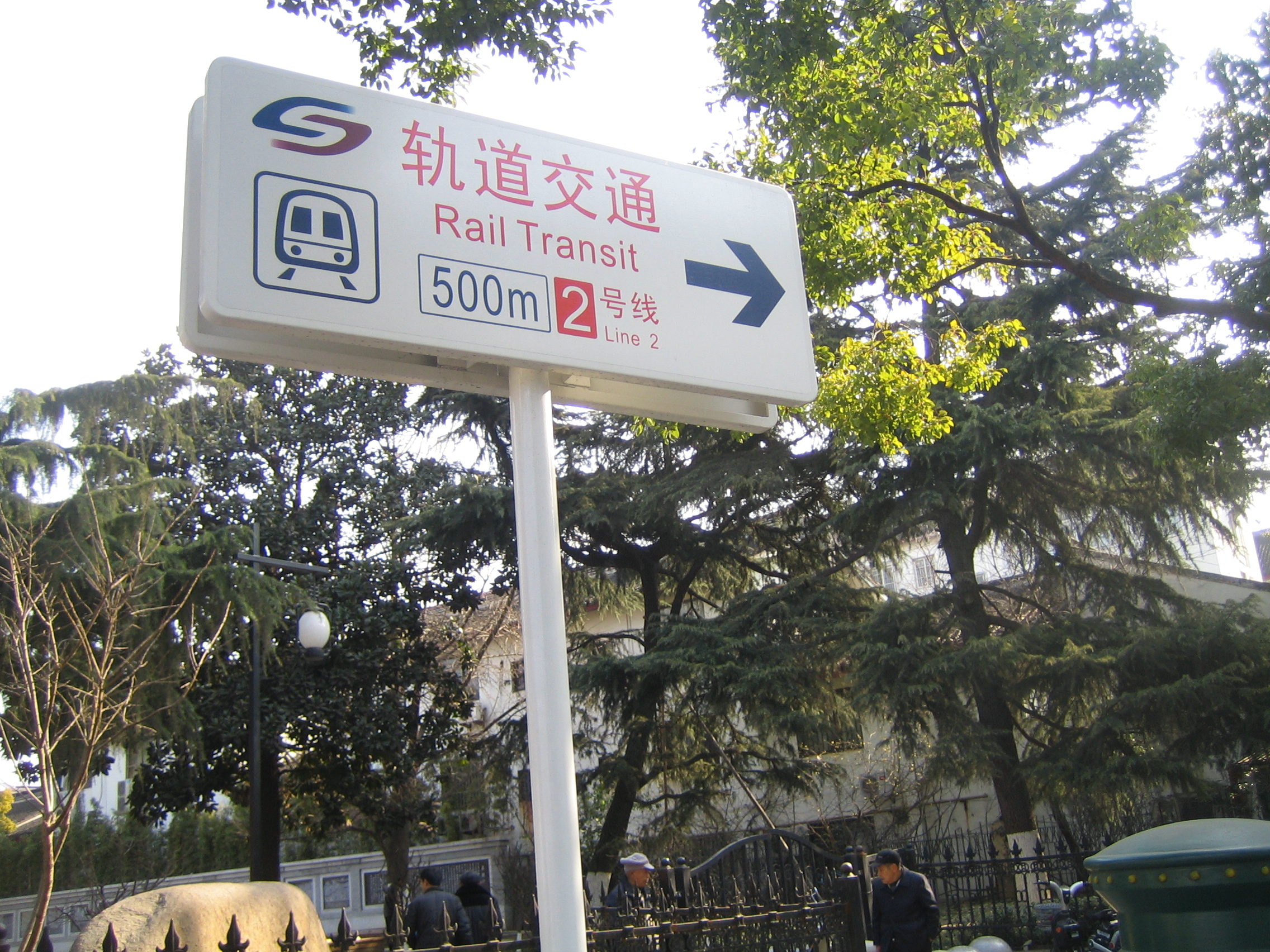
2号线指示牌

苏州各地铁站附近均设有导引指示牌，指示地铁站出口的位置，方便市民乘坐地铁。

### 站点命名

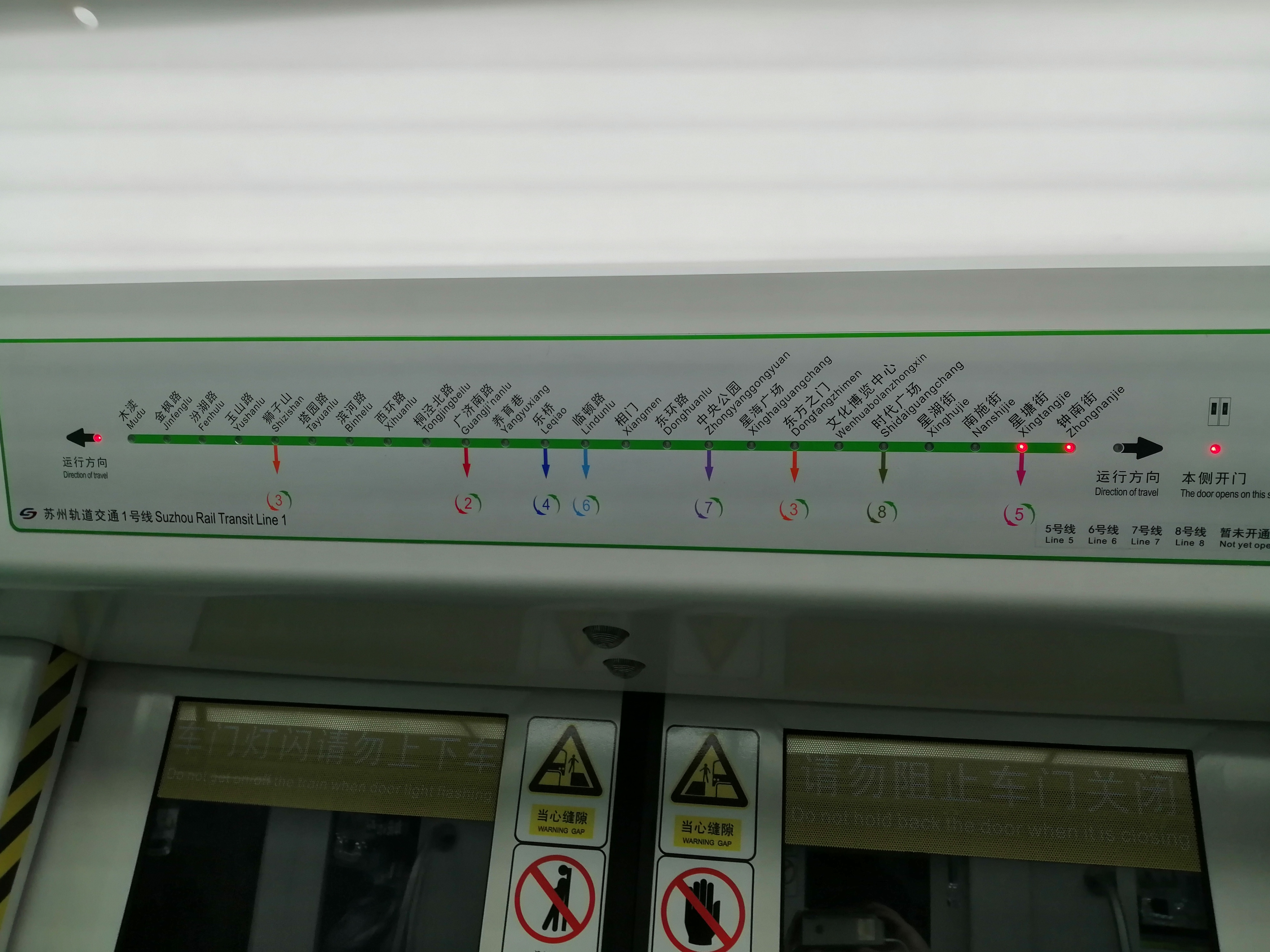
2019年底更换的1号线运行路线图，其中星海广场、文化博览中心、时代广场站的站名英译变更为汉语拼音，其他大多数站名英译之间的空格取消。

所有车站名称采用中英文双语。一般情况下，车站以与地铁线路垂直的道路名称来命名，而其英文名称为道路的汉语拼音（例如西環路站 Xihuan Lu Station）。如果附近有地标性建筑或重要公共设施等，则会以这些地点来命名站点，在2019年底前会进行英文翻译（例如苏州乐园站 Suzhou Amusement Land Station）。
2019年5月，苏州市轨道交通集团组织苏州大学、苏州市地名办、苏州市交通局相关专家对苏州地铁既有站名英译进行优化，其中站名专名使用汉语拼音拼写；序列、方位、属性、特点等修饰成分用英文翻译；以火车站、汽车站等大型公共交通设施命名的，与其官方译法保持一致。自此，苏州地铁部分既有站名出现了大范围的变更，例如时代广场站，英文原名为Times Square Station，更新后改为Shidaiguangchang Station。2019年底，苏州地铁各处标注的站名已全部更换为新版方案。

### 廣播
苏州地铁车厢内广播使用汉语普通话和英语两种，两者在内容上不同，且附带有广告商的冠名。11号线加入苏州话报站。广播内容包括到站提醒、车门开启侧提醒、換乘提醒等。其中普通话广播部分由苏州广播电视总台生活广播主持人李惠担当。早期（1号线）车厢及车站内广播普通话部分为女声，英语部分为男声。而后期（包括新开通路线及修正1号线车站广播内容）的英语部分则改为女声（与普通话广播部分不是同一人负责）。
播报下一站
普通话报站方式一般如下：
“欢迎您乘坐轨道交通X号线，本次列车终点站XX。请为有需要的乘客让座。（英文）下一站，XX，可换X号线。（英文，仅限换乘站）换乘的乘客，请注意列车的首末班车时间。去往XX的乘客，请提前做好准备。（英文，仅限非换乘站）”
英语播报下一站时通常为：
“（中文）Welcome to take line X. This train is bound for XX station.（中文）The next station is XX. (You can interchage with Line X.)”]
此外，部分线路在播报下一站时的中文报站之前会添加如下语句：
“为了保持良好的乘车环境，请勿在列车内饮食、丢弃杂物，请为有需要的乘客让座，感谢您的配合。”（此时普通话本次列车终点站播报结束后不会播报“请为有需要的乘客让座”。）
另外，如列车即将到达终点站，且播报下一站时，则会报出“下一站是本次列车的终点站XX”。
到站提醒
普通话到站提醒通常为：
“（广告商）提醒您，XX站到了。请从运行方向左／右侧车门下车，注意脚下安全。（英文）”
英语到站提醒通常为：
“（中文）We are now at XX station.”
在部分右侧开门的站点时，英语到站提醒通常为：
“（中文）We are now at XX station, doors open on the right.”
另外，如列车已到达该线路的终点站时，普通话部分则改为报出“请全部乘客带齐行李物品下车”。
若电脑报站系统出现故障，则会由司机人工广播（仅普通话广播）。其播报顺序为欢迎语、终点站播报、下一站播报（连续广播两次）。在到站时广播到站提醒时，亦会连续广播两次。
苏州地铁11号线的报站中加入了到站苏州话报站。
到站提醒：
“（苏州话）XX站，到了。[XX站(ze)，到(tau)则(tseh)]”

## 历史
- 2002年5月，苏州地铁有限公司成立。
- 2007年2月，国务院批准苏州建设轨道交通。
- 2007年12月26日，苏州地铁1号线开建。
- 2008年4月2日，苏州地铁标志出炉[35]。
- 2009年12月25日，苏州地铁2号线开建。
- 2010年12月31日，苏州地铁4号线及支线，2号线延伸线奠基。
- 2011年6月28日，苏州地铁运营分公司挂牌。
- 2012年4月9日，1号线全线向部分市民（持有试乘券）开放。
- 2012年4月28日，1号线全线于11:18正式通车营运。开通当天半日客流达到106871人次。由于适逢五一长假，29日和30日的客流分别创下了20.6万和24.5万人次的记录。
- 2012年8月，苏州地铁有限公司更名为“苏州市轨道交通集团有限公司”。
- 2012年9月27日，苏州地铁4号线及支线，2号线延伸线开工建设。
- 2013年12月28日，2号线一期于11:18开通营运。当天总客运量即创新高，达到265744人次，其中1号线190008人次，2号线75736人次。3号线工程启动。
- 2013年12月29日，客流接近30万人次，为299957人次，其中1号线193438人次，2号线106519人次。
- 2013年12月31日，全网客流首次突破30万人次，达到32万人次。
- 2014年1月1日，全网客流首次突破40万人次，达到45.25万人次，其中1号线31.15万人次，2号线14.10万人次。
- 2014年4月5日，全网客流首次突破50万人次，达到55.39万人次，其中1号线36.03万人次，2号线19.36万人次。
- 2014年5月1日，全网客流首次突破60万人次，达到63.88万人次，其中1号线40.73万人次，2号线23.15万人次。
- 2014年7月，单月客流累计突破1000万人次。
- 2014年12月16日，苏州地铁3号线开建。
- 2015年5月1日，全网客流首次突破70万人次，达到74.96万人次，其中1号线45.3万人次，2号线29.66万人次。
- 2016年6月28日，苏州地铁5号线开建。
- 2016年9月24日，2号线延伸线开通试运营。
- 2017年4月15日，4号线及支线开通试运营。当天全网客流首次突破80万人次，达到828224人次，其中1号线347902人次，2号线268484人次，4号线主184676人次，4号线支27162人次。
- 2017年4月30日，全网客流首次突破100万，达到1138596人次，其中1号线424859人次，2号线352044人次，4号线主326598人次，4号线支35095人次。
- 2017年12月31日，全网客流首次突破120万，达到1201230人次，其中1号线441370人次，2号线370094人次，4号线主347615人次，4号线支42151人次。
- 2018年4月30日，全网客流再创新高，达到1245942人次，其中1号线436723人次，2号线396226人次，4号线主372739人次，4号线支41254人次。
- 2018年11月27日，11号线（原S1线）正式开工。
- 2019年4月5日，全网客流再创新高,线网总客运量142.5万人次，1号线47.4万人次、2号线47.2万人次、4号线42.8万人次、4号线支线5.1万人次。
- 2019年4月6日，全网客流再创新高,线网总客运量143万人次，1号线49.0万人次、2号线45.8万人次、4号线43.6万人次、4号线支线4.7万人次。
- 2019年5月1日，全网客流首次突破150万人次,线网总客运量152.1万人次，1号线49.9万人次、2号线50.7万人次、4号线46.5万人次、4号线支线5.0万人次。
- 2019年5月2日，全网客流再次突破150万人次,线网总客运量154.8万人次，1号线52.7万人次、2号线50.7万人次、4号线46.8万人次、4号线支线4.6万人次。
- 2019年12月25日，3号线开通初期运营。
- 2021年6月29日，5号线开通初期运营。
- 2022年11月11日，5号线全自动运行，开放驾驶室参观。[36]
- 2023年1月2日，10号线正式开工。[14]
- 2023年6月24日，11号线开通初期运营，同日和上海地铁实现通过苏e行或者Metro大都会进行无感换乘。[37]
- 2024年6月29日，6号线开通初期运营。
- 2024年9月10日，8号线开通初期运营。
- 2024年12月1日，7号线开通初期运营。
- 2025年3月20日，苏州轨道交通正式发布文件，要求下属部门及外部媒体统一采用“苏州地铁”称谓，原“苏州轨道交通”成为历史[38]

## 争议

### 首个开通地铁的地级市
一些媒体称苏州为中国大陆首个开通地铁的地级市，然仍有争议。早在2011年广佛地铁开通时，人民日报称，佛山是中国第一个开通地铁的地级市。苏州地铁开通时，中央电视台称，苏州是中国第一个开通地铁的地级市。苏州地铁官方及地方政府对此进行宣传时侧重于强调“国内首个独立开通城市轨道交通的地级市”。而中央政府部门如国家统计局和民政部将广州、深圳等副省级城市仍定义为地级市。广州于1997年开通地铁，深圳于2004年开通地铁。

### 称谓争议
苏州地铁多条线路曾被称为“轻轨”。
在国际上，一般采取的是以路权为标准。完全封闭，专用路权的为地铁（metro），开放或半开放路权的为轻轨（light rail）（此定义包括传统意义上的有轨电车，详见轻轨运输）。轻轨必须与路面交通系统混行。按照这一标准，苏州地铁的所有线路皆属于地铁范畴。
但是，中国大陆常常将客流量小或编组小的地铁线路称为所谓“轻轨”，如上海轨道交通5号线、6号线等就被认为是“轻轨”。建设部和发改委2008年3月发布，7月施行的《城市轨道交通工程项目建设标准》（建标104-2008）中，取消了原先“地铁”和“轻轨”的划分标准，将轨道交通系统划分为4个等级：单向运能4.5万人次/h以上为第I级，2.5至4万人次/h为第II级，第III等级和第IV等级单向运能分别为1.5~3万人次/h和1~2万人次/h，其中第IV等级可以有部分平交道口。同时“明确规定每条线路的工程设计年限分为初期、近期、远期，不分地铁和轻轨之别，也不分各种运量级不同，均按城市快速轨道交通系统项目统一要求。”
2007年7月1日起实施的《城市公共交通分类标准》（CJJ/T 114-2007）及其条文说明指出：“轻轨系统是一种中运量的轨道交通系统，采用钢轮钢轨体系，轨距为1435mm。主要在城市地面或高架桥上运行，线路采用地面专用轨道或高架轨道，遇繁华街区，也可进入地下或与地铁接轨。”“车辆的列车编组，通常由1~3辆组成，列车长度一般不超过90m，最高行车速度不应小于60Km/h，站台最大长度不应大于100m。”而四节B型编组的列车系统在该标准中被定义为地铁系统。因此，按此标准，苏州地铁1、2号线属于地铁系统。直至2025年3月，官方对外的称谓一般均为“苏州地铁”。2025年3月17日，根据社交媒体的消息，苏州地铁统一使用新的LOGO和品牌名称，统一使用“苏州地铁”作为品牌名称。

### 1号线编组争议
苏州地铁1号线论证过程中，有专家指出应采用4节编组预留5节的模式建设。在客流论证过程中认为采用5节编组，在绝大多数时间绝大多数区间列车载客能力虚弥，不符合节约型社会需要。最终采用4节编组建设。
实际运营过程中发现，轨道交通1号线在高峰时期十分拥挤，难以满足客流需要。轨道交通公司亦在节假日等客流高峰期采用限流措施。苏州地铁后续规划均为6B编组。